# سلول بتا
سلول‌های بتا (β-cells) سلول‌های درون‌ریز تخصصی هستند که در جزایر لانگرهانس لوزالمعده قرار دارند و مسئول تولید و ترشح انسولین و آمیلین هستند. سلول‌های بتا که حدود ۵۰ تا ۷۰ درصد از سلول‌های جزایر لانگرهانس را در انسان تشکیل می‌دهند، نقش حیاتی در حفظ سطح گلوکز خون دارند. مشکلات سلول‌های بتا می‌تواند منجر به اختلالاتی مانند دیابت شود.
این سلول‌ها در سال ۱۸۶۹ توسط کالبدشناس و آسیب‌شناس آلمانی پاول لانگرهانس کشف شدند.

## عملکرد
عملکرد سلول‌های بتا در درجهٔ نخست، سنتز و ترشح هورمون‌ها، به‌ویژه انسولین و آمیلین است. هر دو هورمون با مکانیسم‌های مختلف برای حفظ سطح گلوکز خون در یک محدودهٔ مشخص و سالم کار می‌کنند. انسولین، جذب گلوکز توسط سلول‌ها را تسهیل می‌کند و به آن‌ها اجازه می‌دهد از آن برای فراهم نمودن انرژی استفاده کنند یا آن را برای استفاده در آینده ذخیره کنند. آمیلین به تنظیم سرعت ورود گلوکز به جریان خون پس از صرف غذا کمک می‌کند و با مهار تخلیهٔ معده، جذب مواد مغذی را کند می‌کند.

## سنتز انسولین
سلول‌های بتا تنها محل سنتز انسولین در پستانداران هستند. از آنجایی که گلوکز ترشح انسولین را تحریک می‌کند، به‌طور همزمان بیوسنتز پروانسولین را از طریق کنترل ترجمه و رونویسی ژنی افزایش می‌دهد.
ژن انسولین ابتدا به آران‌ای پیام‌رسان (mRNA) رونویسی می‌شود و به پریپروانسولین (preproinsulin) ترجمه می‌شود. پس از ترجمه، پیش‌ساز پریپروانسولین حاوی یک پپتید سیگنال N ترمینال است که امکان انتقال به شبکهٔ آندوپلاسمی زبر را فراهم می‌کند. در شبکهٔ آندوپلاسمی زبر، پپتید سیگنال برای تشکیل پروانسولین شکسته می‌شود. سپس، تا شدن پروانسولین رخ می‌دهد و سه پیوند دی‌سولفید را تشکیل می‌دهد. پس از تا شدن پروتئین، پروانسولین به دستگاه گلژی منتقل می‌شود و وارد گرانول‌های انسولین نابالغ می‌شود که در آنجا پروانسولین برای تشکیل انسولین و پپتید سی شکسته می‌شود. پس از بلوغ، این وزیکول‌های ترشحی انسولین، پپتید سی و آمیلین را نگه می‌دارند تا زمانی که کلسیم باعث اگزوسیتوز محتویات گرانول شود.
در جریان پردازش ترجمه، انسولین به‌عنوان یک پیش‌ساز با ۱۱۰ اسید آمینه کدگذاری می‌شود، اما در پایان، به‌عنوان یک پروتئین با ۵۱ اسید آمینه ترشح می‌شود.

## اهمیت بالینی
در دیابت نوع ۱ تخریب سلول‌های بتا در لوزالمعده منجر به نقص تولید انسولین می‌شود و در دیابت نوع ۲ مقاومت پیش‌روندهٔ بدن به انسولین وجود دارد که در نهایت ممکن است به تخریب سلول‌های بتای پانکراس و نقص کامل تولید انسولین منجر شود.